# Чун, Кларисса
Кларисса Чун (англ. Clarissa Chun, кит. упр. 陈美玲, пиньинь Chén Měilíng, палл. Чэнь Мэйлин; 27 августа 1981) — американская спортсменка, бронзовая призёрка олимпийских игр 2012 года, чемпионка мира 2008 года в весовой категорий до 48 кг.

## Карьера

### ЧМ 2008
На Чемпионате мира 2008 года в финале победила казахстанку Жулдуз Эшимову.

### ОИ 2012
На олимпийских играх 2012 года в борьбе за бронзу победила украинку Ирину Мерлени.